# 117-я стрелковая дивизия (2-го формирования)
117-я стрелковая дивизия (117 сд) — воинское формирование (соединение, стрелковая дивизия) РККА в Великой Отечественной войне.
Дивизия участвовала в боевых действиях: 
- 22.02.1942-22.09.1943
- 29.09.1943-24.03.1944
- 05.04.1944-09.05.1945

Сокращённое наименование — 117 сд

## История
Изначально дивизия формировалась как "308-я стрелковая" в городе Иваново в районе реки Харинки в конце 1941 года. Формирование было завершено к 25 декабря. 7 января 1942 года переименована в 117-й стрелковую дивизию. 
14 февраля части дивизии были погружены в эшелоны и отправлены на  Калининский фронт в состав 3-й ударной армии, где заняла оборону на берегу озера Селигер, составляя третий пояс в кольце окружения демянской группировки противника. В начале марта она маршем была переброшена на Холмский участок фронта и сосредоточена в районе Стихово, Снопово Калининской области. С 16 марта её части в трёхдневных упорных боях овладели сильно укреплёнными узлами сопротивления Царёво, Заплатино, Тарыжино. Затем, наступая на Гущино, Макарово, Стрежелово, они освободили Покровские хутора и Кресты и вышли на северную опушку «Красковских лесов», откуда хорошо просматривался Холм-Локнянский большак, являвшийся важной коммуникацией холмской группировки противника. Дальнейшие наступательные действия успеха не имели. 
До марта 1943 года её части находились в обороне в полосе между реками Ловать и Кунья. С 11 марта 1943 года дивизия входила в 22-ю армию Калининского, а с 21 апреля — Северо-Западного фронтов. Участвовала в Ржевско-Вяземской наступательной операции  С 22 по 29 сентября она находилась в резерве Ставки ВГК, затем была переброшена в район Великих Лук, где вошла в состав 4-й ударной армии. В её составе принимала участие в Невельской наступательной операции. С ноября 1943 года в составе войск 4-й	ударной, а с 22 февраля 1944 года — 43-й армий 1-го Прибалтийского фронта дивизия принимала участие в Городокской наступательной операции, в боях на витебском направлении. С 24 марта по 5 апреля 1944 года дивизия находилась в резерве Ставки ВГК, затем была направлена на 1-й Белорусский фронт в 69-ю армию. До июня она находилась во втором эшелоне армии, затем участвовала в Белорусской, Люблин-Брестской наступательной операции. В ходе её  командир дивизии генерал-майор Е. Г. Коберидзе лично вышел с передовым отрядом дивизии на восточный берег реки Висла у г. Казимеж-Дольны (Польша) и организовал её форсирование. В ночь на 28 июля с восточного берега реки под сильным артиллерийско-миномётным огнём противника руководил боем передового отряда по захвату кромки западного берега реки. Через сутки переправил весь передовой отряд на плацдарм до 500 м по фронту и 300 м в глубину. В последующие дни успешно командовал частями дивизии по удержанию и расширению плацдарма. Эти действия дивизии способствовали успеху армии на пулавском плацдарме. Указом ПВС СССР от 06.04.1945 генерал-майору Коберидзе было присвоено звание Героя Советского Союза. С января 1945 года дивизия под его командованием успешно действовала в Варшавско-Познанской наступательной операции, в боях за город и крепость Познань и уничтожение познанской группировки противника. За образцовое выполнение заданий командования в боях при прорыве обороны немцев южнее Варшавы дивизия была награждена орденом Красного Знамени (19.02.1945), а за овладение городом и крепостью Познань ей было присвоено наименование «Познанская». На заключительном этапе войны дивизия приняла участие в Берлинской наступательной операции.
После войны в июле — августе 1945 года дивизия была расформирована.

## Полное название
117-я стрелковая Познанская Краснознамённая ордена Суворова дивизия

## Состав и награды
- 240-й стрелковый ордена Кутузова полк

 (14 июня 1945 года — за участие в ликвидации группы немецких войск, окружённой юго-восточнее Берлина)
- 275-й стрелковый ордена Суворова полк

 (11 июня 1945 года — за участие в ликвидации группы немецких войск, окружённой юго-восточнее Берлина)
- 820-й стрелковый ордена Суворова полк

 (11 июня 1945 года — за участие в ликвидации группы немецких войск, окружённой юго-восточнее Берлина)
- 322-й артиллерийский Краснознамённый ордена Кутузова полк

 (9 августа 1944 года — за участие в прорыве обороны немцев западнее города Ковель)
 (11 июня 1945 года — за участие в ликвидации группы немецких войск, окружённой юго-восточнее Берлина)
- 222-й отдельный истребительно-противотанковый ордена Александра Невского дивизион

 (11 июня 1945 года — за участие в ликвидации группы немецких войск, окружённой юго-восточнее Берлина)
- 259-й отдельный сапёрный батальон
- 240-й отдельный батальон связи (ранее 489-я и 1010-я отдельные роты связи)
- 105-я отдельная разведывательная рота
- 86-й отдельный миномётный дивизион (до 05.10.1942)
- 452-й отдельный пулемётный батальон (с 01.10.1942 до 20.05.1943)
- 93-я зенитная батарея (до 20.04.1943)
- 173-й отдельный медико-санитарный батальон
- 487-я отдельная рота химической защиты
- 90-я автотранспортная рота
- 401-я полевая хлебопекарня
- 865-й дивизионный ветеринарный лазарет
- 1709-я полевая почтовая станция
- 1048-я полевая касса Государственного банка.

## Подчинение
| Дата            | Фронт                    | Армия             | Корпус                             | Примечания    |
| --------------- | ------------------------ | ----------------- | ---------------------------------- | ------------- |
| 01.01.1942 года | Московский военный округ |                   | -                                  | город Иваново |
| 01.02.1942 года | Московский военный округ |                   | -                                  | город Иваново |
| 01.03.1942 года | Калининский фронт        |                   | -                                  | -             |
| 01.04.1942 года | Калининский фронт        | 3-я ударная армия | -                                  | -             |
| 01.05.1942 года | Калининский фронт        | 3-я ударная армия | -                                  | -             |
| 01.06.1942 года | Калининский фронт        | 3-я ударная армия | -                                  | -             |
| 01.07.1942 года | Калининский фронт        | 3-я ударная армия | -                                  | -             |
| 01.08.1942 года | Калининский фронт        | 3-я ударная армия | -                                  | -             |
| 01.09.1942 года | Калининский фронт        | 3-я ударная армия | 2-й гвардейский стрелковый корпус  | -             |
| 01.10.1942 года | Калининский фронт        | 3-я ударная армия | -                                  | -             |
| 01.11.1942 года | Калининский фронт        | 3-я ударная армия | -                                  | -             |
| 01.12.1942 года | Калининский фронт        | 3-я ударная армия | -                                  | -             |
| 01.01.1943 года | Калининский фронт        | 3-я ударная армия | 2-й гвардейский стрелковый корпус  | -             |
| 01.02.1943 года | Калининский фронт        | 3-я ударная армия | 2-й гвардейский стрелковый корпус  | -             |
| 01.03.1943 года | Калининский фронт        |                   | 2-й гвардейский стрелковый корпус  | -             |
| 01.04.1943 года | Калининский фронт        | 22-я армия        | 2-й гвардейский стрелковый корпус  | -             |
| 01.05.1943 года | Северо-Западный фронт    | 22-я армия        | -                                  | -             |
| 01.06.1943 года | Северо-Западный фронт    | 22-я армия        | -                                  | -             |
| 01.07.1943 года | Северо-Западный фронт    | 22-я армия        |                                    | -             |
| 01.08.1943 года | Северо-Западный фронт    | 22-я армия        |                                    | -             |
| 01.09.1943 года | Северо-Западный фронт    | 22-я армия        |                                    | -             |
| 01.10.1943 года | Калининский фронт        | 4-я ударная армия | 2-й гвардейский стрелковый корпус  | -             |
| 01.11.1943 года | 1-й Прибалтийский фронт  | 4-я ударная армия | 2-й гвардейский стрелковый корпус  | -             |
| 01.12.1943 года | 1-й Прибалтийский фронт  | 4-я ударная армия | 22-й гвардейский стрелковый корпус | -             |
| 01.01.1944 года | 1-й Прибалтийский фронт  | 4-я ударная армия | 83-й стрелковый корпус             | -             |
| 01.02.1944 года | 1-й Прибалтийский фронт  | 4-я ударная армия | 91-й стрелковый корпус             | -             |
| 01.03.1944 года | 1-й Прибалтийский фронт  | 43-я армия        |                                    | -             |
| 01.04.1944 года | Резерв Ставки ВГК        |                   |                                    | -             |
| 01.05.1944 года | 1-й Белорусский фронт    | 69-я армия        | 91-й стрелковый корпус             | -             |
| 01.06.1944 года | 1-й Белорусский фронт    | 69-я армия        | 91-й стрелковый корпус             | -             |
| 01.07.1944 года | 1-й Белорусский фронт    | 69-я армия        | 91-й стрелковый корпус             | -             |
| 01.08.1944 года | 1-й Белорусский фронт    | 69-я армия        | 91-й стрелковый корпус             | -             |
| 01.09.1944 года | 1-й Белорусский фронт    | 69-я армия        | 91-й стрелковый корпус             | -             |
| 01.10.1944 года | 1-й Белорусский фронт    | 69-я армия        | 91-й стрелковый корпус             | -             |
| 01.11.1944 года | 1-й Белорусский фронт    | 69-я армия        | 91-й стрелковый корпус             | -             |
| 01.12.1944 года | 1-й Белорусский фронт    | 69-я армия        | 91-й стрелковый корпус             | -             |
| 01.01.1945 года | 1-й Белорусский фронт    | 69-я армия        | 91-й стрелковый корпус             | -             |
| 01.02.1945 года | 1-й Белорусский фронт    | 69-я армия        | 91-й стрелковый корпус             | -             |
| 01.03.1945 года | 1-й Белорусский фронт    | 69-я армия        | 91-й стрелковый корпус             |               |
| 01.04.1945 года | 1-й Белорусский фронт    | 69-я армия        | 91-й стрелковый корпус             |               |
| 01.05.1945 года | 1-й Белорусский фронт    | 69-я армия        | 91-й стрелковый корпус             | -             |

## Командование

### Командиры
- Сафонов, Борис Михайлович  (25.12.1941 — 04.04.1942), полковник
- Коберидзе, Ермолай Григорьевич (05.04.1942 — 30.10.1943),  подполковник, полковник
- Парамонов, Александр Иванович (31.10.1943 — 12.11.1943),  полковник
- Коберидзе, Ермолай Григорьевич  (13.11.1943 — ??.08.1945), генерал-майор

### Заместители командира
- Русаков, Климент Сергеевич (23.09.1944 — ??.08.1945), полковник

### Начальники штаба
- Сергеев Виктор Сергеевич, полковник

## Награды и наименования
| Награда (наименование)             | Дата                                                       | За что получена |
| ---------------------------------- | ---------------------------------------------------------- | --- |
| Почётное наименование «Познанская» | Приказ Верховного Главнокомандующего от 5 апреля 1945 года | За отличия при овладении городом и крепостью Познань |
| Орден Красного Знамени             | Указ Президиума Верховного Совета СССР от 19 февраля 1945  | За образцовое выполнение заданий командования в боях с немецкими захватчиками при прорыве обороны немцев южнее Варшавы и проявленные при этом доблесть и мужество |
| Орден Суворова II степени          | Указ Президиума Верховного Совета СССР от 28 мая 1945 года | За образцовое выполнение боевых заданий командования в боях при прорыве обороны немцев и наступлении на Берлин, проявленные при этом доблесть и мужество          |

Личному составу  117-й стрелковой Познанской Краснознамённой ордена Суворова  дивизии было объявлено пять благодарностей в приказах Верховного Главнокомандующего:
- За переход в наступление из района Ковеля, прорыв сильно укреплённой обороны немцев продвижение вперёд на 50 километров, выход к реке Западный Буг, и овладении более 400 населённых пунктов, в том числе крупных населённых пунктов Ратно, Малорыта, Любомль, Опалин. 20 июля 1944 года. № 142.
- За овладение штурмом городом и крупным железнодорожным узлом Хелм (Холм) — важным опорным пунктом обороны немцев на люблинском направлении. 22 июля 1944 года. № 145.
- За успешное наступление  с плацдармов на западном берегу Вислы, южнее Варшавы, овладение сильными опорными пунктами обороны немцев Варка, Груйец, Козенице, Солец, Зволень, Бялобжеги, Едлинск, Илжа, а также занятие более 1300 других населённых пунктов. 16 января 1945 года. № 221.
- За овладение овладели городом и крепостью Познань — стратегически важным узлом обороны немцев на берлинском направлении. 23 февраля 1945 года. № 284.
- За завершение ликвидации группы немецких войск, окружённой юго-восточнее Берлина. 2 мая 1945 года. № 357.

## Отличившиеся воины дивизии
| Награда | Ф. И. О.                       | Должность                                                        | Звание          | Дата награждения                 | Примечания                                  |
| ------- | ------------------------------ | ---------------------------------------------------------------- | --------------- | -------------------------------- | ------------------------------------------- |
|         | Дюжев, Михаил Константинович   | командир отделения роты автоматчиков 240-го стрелкового полка    | Старший сержант | 27.02.1945                       |                                             |
|         | Капустин, Пётр Иннокентьевич   | командир батальона 820-го стрелкового полка                      | Майор           | 17.02.1945                       |                                             |
|         | Коберидзе, Ермолай Григорьевич | командир дивизии                                                 | Генерал-майор   | 06.04.1945                       |                                             |
|         | Малышев, Борис Георгиевич      | стрелок 820-го стрелкового полка                                 | Красноармеец    | 04.06.1945                       | 31.01.1944. скончался от полученных ранений |
|         | Миронов, Василий Григорьевич   | командир пулемётной роты 1-го батальона 240-го стрелкового полка | Капитан         | 27.02.1945                       |                                             |
|         | Русаков, Климент Сергеевич     | командир 240-го стрелкового полка                                | Полковник       | 24.03.1945                       |                                             |
|         | Трусов, Иван Фёдорович         | командир стрелкового батальона 240-го стрелкового полка          | Майор           | 27.02.1945                       |                                             |
|         | Тюрин, Александр Васильевич    | помощник командира взвода 240-го стрелкового полка               |                 | 04.06.1944                       | 17.10.1943 погиб в бою.                     |
|         | Чернов, Фёдор Николаевич       | командир взвода роты противотанковых ружей 240-го полка          | Лейтенант       | 27.02.1945                       |                                             |
|         | Бондарчук, Пётр Фёдорович      | стрелок 275-го стрелкового полка                                 | Красноармеец    | 22.02.1945 19.08.1955 19.08.1955 |                                             |
|         | Бурилов, Василий Степанович    | командир 76-мм орудия 820-го стрелкового полка                   | Сержант         | 23.07.1944 08.10.1944 15.05.1946 |                                             |
|         | Володичев, Иван Николаевич     | наводчик 76-мм орудия 820-го стрелкового полка                   | Младший сержант | 10.08.1944 25.03.1945 15.05.1946 |                                             |
|         | Коломийцев, Пётр Андреевич     | командир 76-мм орудия 240-го стрелкового полка                   | Старший сержант | 14.07.1944 24.02.1945 15.05.1946 |                                             |
|         | Наймушин, Игнат Михайлович     | командир расчёта 120-мм миномёта 820-го стрелкового полка        | Старший сержант | 02.12.1943 18.08.1944 08.05.1971 |                                             |
|         | Пеньков, Василий Владимирович  | командир расчёта 120-мм миномёта 820-го стрелкового полка        | Старший сержант | 26.09.1944 25.03.1945 15.05.1946 |                                             |
|         | Рузиев, Ахмаджан               | санитар санитарного взвода 240-го стрелкового полка              | Младший сержант | 06.01.1944 12.03.1945 31.03.1956 |                                             |
|         | Семёнов, Сергей Федосеевич     | командир миномётного расчёта 820-го стрелкового полка            | Старший сержант | 04.09.1944 09.03.1945 31.05.1945 |                                             |
|         | Чебадухин, Василий Сергеевич   | наводчик 76-мм орудия 275-го стрелкового полка                   | Старший сержант | 22.02.1944 06.03.1945 03.07.1978 |                                             |

## В дивизии служили
- Паутов, Валентин Васильевич - полный кавалер ордена Славы
- Буцало, Василий Филиппович - полный кавалер ордена Славы, в 820-м стрелковом полку 117-й стрелковой дивизии в должности командира стрелкового отделения[8].